# Boven Pekela
Boven Pekela (Gronings: Boven Pekel) is een dorp in de gemeente Pekela in de provincie Groningen in Nederland. Eigenlijk zijn het twee dorpen: Noorderkolonie en Zuiderkolonie, twee evenwijdig aan elkaar liggende streekdorpen aan beide zijden van het Pekelderhoofddiep.
Het voorvoegsel Boven verwijst naar de stroomrichting van de Pekel A. Het veen in dit gebied werd in opdracht van de stad Groningen ontgonnen. Begonnen werd aan de benedenloop van de Pekel A. Daar ontstond in eerste instantie Oude Pekela. Verder stroomopwaarts ontstond aan het Pekelderhoofddiep eerst Nieuwe Pekela. Het Pekelderdiep is feitelijk de gekanaliseerde Pekel A.
Wat nu Boven Pekela is, hoorde oorspronkelijk bij Nieuwe Pekela. Rond 1900 waren de beide kolonies aan de bovenloop voldoende gegroeid om een eigen kerk te krijgen. Vanaf dat moment is dit deel van voorheen Nieuwe Pekela bekend als Boven Pekela. 
Verder heeft Boven Pekela een openbare basisschool en is voetbalclub Pekelder Boys er gevestigd.